# Reabilitação neurológica
O acometimento neurológico de um paciente determina, muitas vezes, disfunções múltiplas e incapacidades. Com frequência, demanda um trabalho em equipe de saúde multiprofissional visando sua reabilitação. Os profissionais geralmente envolvidos neste trabalho são: médicos fisiatras, neurologistas, geneticistas e ortopedistas; fisioterapeutas neuro funcionais; terapeutas ocupacionais; fonoaudiólogos; psicólogos; psicopedagogos; enfermeiros. Sendo feita a subdivisão de suas funções da seguinte maneira:
Medicina: diagnóstico clínico através de história clínica e exame físico detalhado e de toda a gama de exames clínicos complementares, para prescrição de medicamentos, pequenos procedimentos (como aplicação de toxina botulínica) e intervenções cirúrgicas.
Fisioterapia: analisa a disfunção sensorio-motora decorrente do dano neurológico juntamente com fatores biomecânicos e ambientais pertinentes, traçando o diagnóstico fisioterapêutico que embasa uma atuação específica para a recuperação funcional desejada. A abordagem fisioterapêutica não visa às doenças neurológicas, mas às disfunções que decorrem delas. Utiliza, para tal fim, métodos e técnicas com o objetivo de recuperar movimentos e/ou habilidades, atingindo o mais alto grau possível de recuperação funcional. Importante ressaltar que a abordagem fisioterapêutica se fundamenta nos princípios neurocientíficos de aprendizagem motora e requer uma intervenção ativa, específica e suficiente.
Terapia ocupacional: restauração ou adaptação das atividades básicas de vida diária (ex: cuidados pessoais e mobilidade funcional), atividades instrumentais de vida diária (ex: fazer compras, administrar dinheiro, usar transporte público, dirigir) e de lazer (ex.: passear com o cachorro, andar de bicicleta). Avalia como a patologia neurológica, incluindo seus apectos sensoriais, motores e cognitivos, afetou as atividades cotidianas, buscando tratá-la através de métodos e recursos específicos, visando sempre a reinserção social do indivíduo.
Fonoaudiologia: restauração ou readaptação das funções motoras orais que envolvem a respiração, alimentação(sucção, mastigação, deglutição) e integração e harmonização da fala.
Psicologia: apoio clínico e familiar durante o crescimento e desenvolvimento afetivo-emocional e psico-cognitivo das relações interpessoais, e sociais.
Psicopedagogia: apoio nos processos de aprendizagem, educação inclusiva.
Enfermagem: administração de medicamentos, trocas de instrumental invasivo ex.: alguns tipos de sonda. Cuidados especiais diários com o indivíduo.
É importante ressaltar que existem áreas de integração e sobreposição de técnicas entre estes profissionais, sendo a abordagem lógica e adaptável recomendada. Lembrando que embora qualquer profissional da saúde possa enfocar uma área específica do processamento do Sistema nervoso central (SNC), uma compreensão detalhada do indivíduo como um todo é fundamental para o desempenho profissional de qualidade.